# Prêtreville
Prêtreville är en kommun i departementet Calvados i regionen Normandie i norra Frankrike. Kommunen ligger i kantonen Lisieux 3e Canton som ligger i arrondissementet Lisieux. År 2022 hade Prêtreville 390 invånare.

## Befolkningsutveckling
Antalet invånare i kommunen Prêtreville
Referens:INSEE